# 小行星1472
小行星1472（1472 Muonio）是一颗围绕太阳公转的小行星。1938年10月18日，爾約·維薩拉在图尔库发现了此天体。
該小行星以芬蘭的城市穆奧尼奧命名。
这颗小行星的绝对星等为318.7123270626574等。